# IC 4635
IC 4635 је спирална галаксија у сазвјежђу Рајска птица која се налази на листи објеката дубоког неба у Индекс каталогу.
Деклинација објекта је - 77° 29' 21" а ректасцензија 17h 15m 40,4s. Привидна величина (магнитуда) објекта IC 4635 износи 14,0 а фотографска магнитуда 14,8. Налази се на удаљености од 32,683 милиона парсека од Сунца. IC 4635 је још познат и под ознакама ESO 44-5, IRAS 17080-7725, PGC 59959.